# Kerttu Hämeranta
Kerttu Hämeranta (8 de agosto de 1907 – 16 de noviembre de 1962) fue una directora teatral, actriz de cine y escritora infantil finlandesa.

## Biografía
Su verdadero nombre era Kerttu Vaara, y nació en Pori, Finlandia. Hämeranta fue directora del Teatro Infantil de Turku (Turun Lapsiteatteri en las décadas de 1940 y 1950. 
Igualmente, fue actriz cinematográfica, trabajando en una quincena de producciones de su país. Estuvo casada entre 1930 y 1953 con el actor y director cinematográfico Toivo Hämeranta. Tuvieron una hija actriz, Irja Ranin, nacida el 7 de abril de 1930 y fallecida el 2 de agosto de 1995. 
Kerttu Hämeranta falleció en Helsinki, Finlandia, en el año 1962. Se encuentra enterrada junto a su hija en el Cementerio de Hietaniemi, en la tumba 5-05-0048.

## Filmografía (selección)
- 1943 : Miehen vankina
- 1946 : Pajasta palatsiin
- 1957 : Pikku Ilona ja hänen karitsansa
- 1959 : Patarouva
- 1962 : Pojat

## Obra escrita
- 1947 : Markun matka satumaahan
- 1950 : Lemmenlatu
- 1952 : Ullakon tonttu ynnä muita satuja, ilustraciones de Risto Mäkinen
- 1954 : Kissalan pojat
- 1954 : Markun matka satumaahan
- 1954 : Onnen höyhen
- 1957 : Ihmeellinen jakkara, ilustraciones de Irma Laitinen
- 1957 : Olipa se retki!, ilustraciones de Irja Ranin
- 1958 : Veikeät vekkulit Nöh ja Nimetön, ilustraciones de Helga Sjöstedt